# 飛行博物館
47°31′05″N 122°17′49″W / 47.518°N 122.297°W
飛行博物館（英語：Museum of Flight）是位於美國華盛頓州西雅圖都會區塔克維拉的一座航空與太空主題博物館，地處金郡國際機場的最南端。博物館成立於1965年，是華盛頓州熱門的旅遊景點之一。

## 外部連結
- 官方网站
- Aviation: From Sand Dunes to Sonic Booms, a National Park Service Discover Our Shared Heritage Travel Itinerary （页面存档备份，存于）